# Sofia Open 2020
Sofia Open 2020 byl tenisový turnaj mužů na profesionálním okruhu ATP Tour hraný v aréně Armeec na dvorcích s tvrdým povrchem. Probíhal mezi 8. až 14. listopadem 2020 v bulharské metropoli Sofii jako pátý ročník turnaje.
Turnaj se řadil do kategorie ATP Tour 250. Do dvouhry nastoupilo dvacet osm hráčů a ve čtyřhře startovalo šestnáct párů. Celkový rozpočet činí 389 270 eur. Nejvýše nasazeným hráčem ve dvouhře se stal dvanáctý tenista světa Denis Shapovalov z Kanady. Jako poslední přímý účastník do hlavní soutěže nastoupil 100. hráč žebříčku, Slovák Andrej Martin.
Původně byl Sofia Open 2020 nově zařazen na přelom září a října namísto předchozího únorového termínu. V důsledku pandemie covidu-19, která vedla k pětiměsíčnímu přerušení sezóny do srpna 2020, byl bulharský turnaj v revidovaném kalendáři přeložen až do první poloviny listopadu. Stal se tak poslední přípravou na závěrečný ATP Finals v Londýně.
Premiérovou singlovou trofej v kariéře vybojoval 19letý Ital Jannik Sinner. Deblovou soutěž ovládla britská dvojice Jamie Murray a Neal Skupski, jejíž členové získali první společnou trofej.

## Rozdělení bodů
| Soutěž  | vítězové | finalisté | semifinalisté | čtvrtfinalisté | 16 v kole | 32 v kole | Q  | Q2 | Q1 |
| ------- | -------- | --------- | ------------- | -------------- | --------- | --------- | -- | -- | -- |
| dvouhra | 250      | 150       | 90            | 45             | 20        | 0         | 12 | 6  | 0  |
| čtyřhra | 250      | 150       | 90            | 45             | 0         | —         | —  | —  | —  |

### Finanční odměny
| Soutěž                              | vítězové | finalisté | semifinalisté | čtvrtfinalisté | 16 v kole | 32 v kole | Q2      | Q1      |
| ----------------------------------- | -------- | --------- | ------------- | -------------- | --------- | --------- | ------- | ------- |
| dvouhra                             | 24 880 € | 19 795 €  | 13 195 €      | 9 240 €        | 7 425 €   | 5 415 €   | 2 645 € | 1 375 € |
| čtyřhra                             | 8 840 €  | 6 50 €    | 5 120 €       | 3 90 €         | 2 850 €   | —         | —       | —       |
| částka ve čtyřhře je uvedena na pár |          |           |               |                |           |           |         |         |

## Dvouhra mužů

### Nasazení
| Stát                             | Hráč                  | ATP | Nasazení |
| -------------------------------- | --------------------- | --- | -------- |
| Kanada                           | Denis Shapovalov      | 12. | 1.       |
| Kanada                           | Félix Auger-Aliassime | 21. | 2.       |
| Austrálie                        | Alex de Minaur        | 25  | 3        |
| Německo                          | Jan-Lennard Struff    | 35. | 4.       |
| Francie                          | Adrian Mannarino      | 36. | 5.       |
| Austrálie                        | John Millman          | 38. | 6.       |
| Gruzie                           | Nikoloz Basilašvili   | 39. | 7.       |
| Chorvatsko                       | Marin Čilić           | 43. | 8.       |
| Žebříček ATP k 2. listopadu 2020 |                       |     |          |

### Jiné formy účasti
Následující hráčí obdrželi divokou kartu do hlavní soutěže:
- Adrian Andrejev
- Dimitar Kuzmanov
- Jonáš Forejtek

Následující hráči postoupili z kvalifikace:
- Taró Daniel
- Aslan Karacev
- Gilles Simon
- Viktor Troicki

Následující hráči postoupili z kvalifikace jako tzv. šťastní poražení:
- Marc-Andrea Hüsler
- Martin Kližan
- Illja Marčenko

### Odhlášení
před zahájením turnaje
- Kevin Anderson → nahradil jej  Jannik Sinner
- Roberto Bautista Agut → nahradil jej  Adrian Mannarino
- Pablo Carreño Busta → nahradil jej  Andrej Martin
- Borna Ćorić → nahradil jej  Marc-Andrea Hüsler
- Fabio Fognini → nahradil jej  Marin Čilić
- Taylor Fritz → nahradil jej  Salvatore Caruso
- Karen Chačanov → nahradil jej  Illja Marčenko
- Filip Krajinović → nahradil jej  Roberto Carballes Baena
- Dušan Lajović → nahradil jej  Jegor Gerasimov
- Gaël Monfils → nahradil jej  Martin Kližan
- Kei Nišikori → nahradil jej  Márton Fucsovics
- Milos Raonic → nahradil jej  Radu Albot
- Casper Ruud → nahradil jej  John Millman
- Diego Schwartzman → nahradil jej  Júiči Sugita

## Mužská čtyřhra

### Nasazení
| Stát                                                                                      | Hráč          | Stát               | Hráč                   | ATP | Nasazení |
| ----------------------------------------------------------------------------------------- | ------------- | ------------------ | ---------------------- | --- | -------- |
| Rakousko                                                                                  | Jürgen Melzer | Francie            | Édouard Roger-Vasselin | 49. | 1.       |
| Spojené království                                                                        | Jamie Murray  | Spojené království | Neal Skupski           | 50. | 2.       |
| Austrálie                                                                                 | Max Purcell   | Austrálie          | Luke Saville           | 75. | 3.       |
| Belgie                                                                                    | Sander Gillé  | Belgie             | Joran Vliegen          | 78. | 4.       |
| Žebříček ATP k 2. listopadu 2020; číslo je součtem žebříčkového postavení obou členů páru |               |                    |                        |     |          |

### Jiné formy účasti
Následující páry obdržely divokou kartu do hlavní soutěže:
- Alexandr Donski /  Vasko Mladenov
- Dimitar Kuzmanov /  Viktor Troicki

### Odhlášení
v průběhu turnaje
- Nikoloz Basilašvili

## Přehled finále

### Mužská dvouhra
- Jannik Sinner  vs.  Vasek Pospisil, 6–4, 3–6, 7–6(7–3)

### Mužská čtyřhra
- Jamie Murray /  Neal Skupski vs.  Jürgen Melzer /  Édouard Roger-Vasselin,  bez boje